# サンティアゴ・カブレラ
サンティアゴ・カブレラ（Santiago Cabrera, 1978年5月5日 - ）は、チリの俳優である。

## 人物
ベネズエラのカラカスでチリ人外交官の家庭に生まれる。

## 出演作品

### 映画
- 私の婚活恋愛術 Love and Other Disasters (2006) - Paolo Sarmiento
- チェ 28歳の革命 Che: Part One (2008) - カミロ・シエンフェゴス
- 大いなる勝利のために メキシコ革命1926 For Greater Glory: The True Story of Cristiada (2012) - ベガ神父
- 私が愛したヘミングウェイ Hemingway & Gellhorn (2012) - ロバート・キャパ
- トランスフォーマー/最後の騎士王Transformers: The Last Knight (2017) - Santos
- セブン・シスターズ What Happened to Monday (2017)

### テレビシリーズ
- EMPIRE -エンパイア- Empire (2005) - オクタヴィアヌス
- HEROES/ヒーローズ Heroes (2006-2009) - アイザック・メンデス
- 魔術師 MERLIN Merlin (2008-2011) - ランスロット
- コバート・アフェア Covert Affairs (2011) - ザビエル
- ALCATRAZ/アルカトラズ Alcatraz (2012) - ジミー
- デクスター 〜警察官は殺人鬼 Dexter (2012) - サル･プライス
- マスケティアーズ/三銃士 The Musketeers (2014-2016) - アラミス
- サルベーション -地球の終焉- Salvation (2017-2018) - ダリウス・タンズ
- スタートレック:ピカード Star Trek: Picard (2020-2022 ) - クリストバル・リオス